# Jalalpur
Jalalpur é uma cidade  no distrito de Ambedaker Nagar, no estado indiano de Uttar Pradesh.

## Geografia
Jalalpur está localizada a 25° 51′ N, 79° 49′ L. Tem uma altitude média de 118 metros (387 pés).

## Demografia
Segundo o censo de 2001, Jalalpur tinha uma população de 29,634 habitantes. Os indivíduos do sexo masculino constituem 51% da população e os do sexo feminino 49%. Jalalpur tem uma taxa de literacia de 69%, superior à média nacional de 59.5%: a literacia no sexo masculino é de 73% e no sexo feminino é de 64%. Em Jalalpur, 16% da população está abaixo dos 6 anos de idade.